# Lotar
Lotar określany jako Lotar III, lub Lotar IV (ur. w 941, zm. 2 marca 986) – król zachodniofrankijski w latach 954-986, syn Ludwika IV Zamorskiego, z dynastii Karolingów francuskich.
Za panowania Lotara ustały groźne najazdy Węgrów na zachodnie i południowe prowincje królestwa zachodniofrankijskiego. Główną tego przyczyną była wielka klęska jaką ponieśli Węgrzy w 955 roku w bitwie na Lechowym Polu z rąk cesarza rzymskiego Ottona I. Węgrzy zrezygnowali wówczas ze swych wypraw łupieżczych, przeszli na osiadły tryb życia i przyjęli wiarę chrześcijańską.
Południowej Francji przestali zagrażać Saraceni po klęskach, jakie zadał im w 973 roku książę Awinionu, Wilhelm.
W 966 roku poślubił Emmę, córkę Lotara II z Arles, króla Italii, z którą miał synów Ludwika i Eudesa (lub Ottona). Miał również nieślubnego syna Arnulfa, który został arcybiskupem Reims.
Po Lotarze królem zachodniofrankijskim został jego syn Ludwik V Gnuśny